# 佛教筏可紀念中學

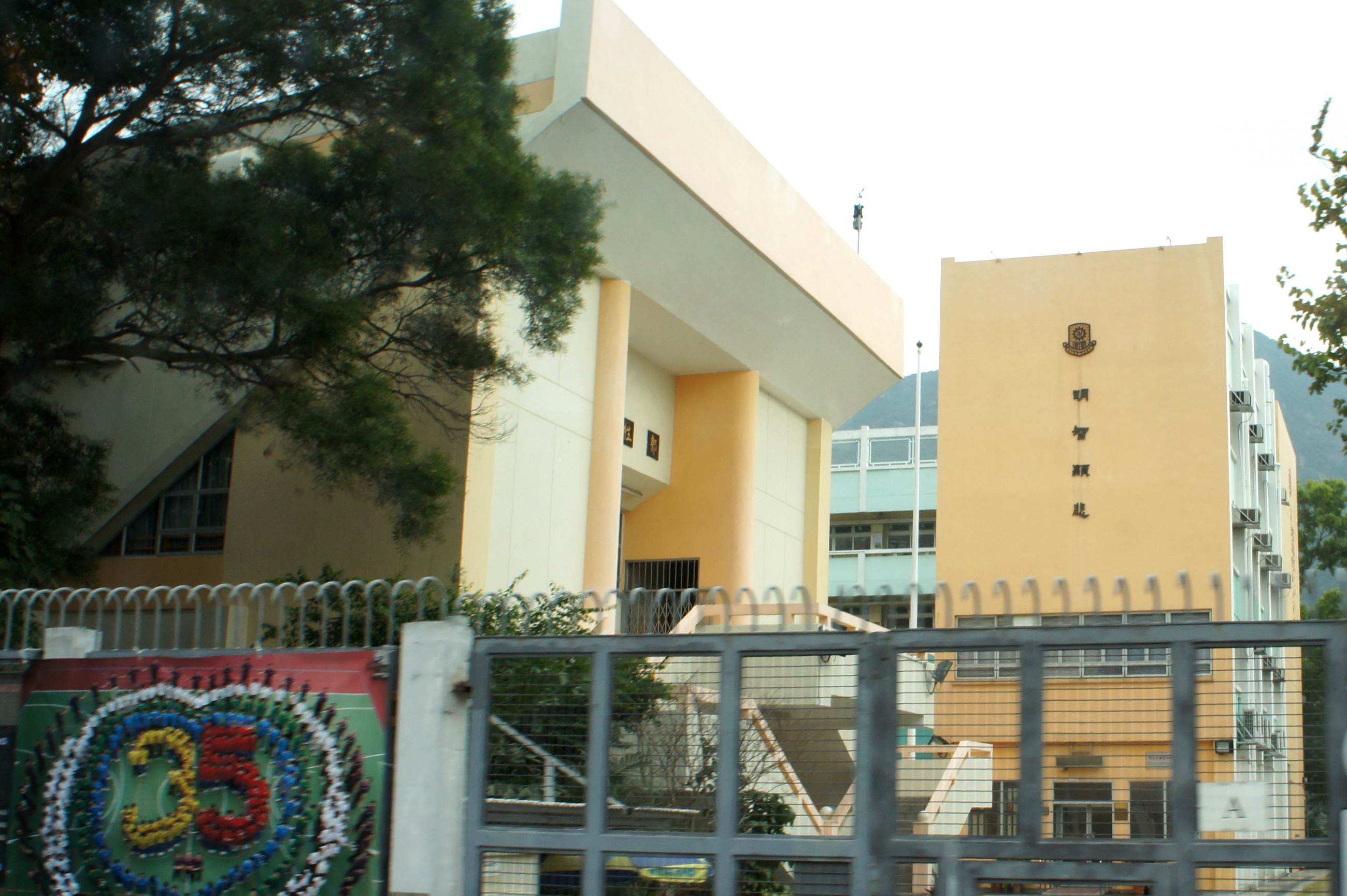
校舍西面，左方為禮堂（郭性佛堂）

佛教筏可紀念中學（英語：Buddhist Fat Ho Memorial College）是座落於香港大嶼山大澳大澳道99號的一所直接資助男女中學，是全香港唯一的佛教直資中學。學校創立於1977年，由寶蓮襌寺主辦及贊助，釋智慧法師等人籌建，以寶蓮禪寺第二代方丈筏可大和尚（1892-1972）的法號命名。2025年學生人數300多人，教學人員共36位，其中學歷為碩士或以上佔29%。現任校監為釋淨因大和尚， 校長為惲福龍先生。

## 課程及辦學宗旨
校訓為「明智顯悲」，代表「明平等智，顯同體悲」。「平等智」是明白一切眾生的佛性是無差別的，只要去除我見及執著，自能啟發智慧，明白事理。「同體悲」是見別人痛苦或有所匱乏或，自己都感同身受，興起要為人拔除困苦之心，常恆不捨。學校以佛陀精神興辦教育，貫徹「有教無類」宗旨，重視「德、智、體、群、美、靈」六育，以達致全人教育的目的。
學校以四大核心價值「GROW」教育學生：Gratitude（感恩）、 Respect（尊重）、Optimism（樂觀）及 Willpower（意志力）。學校認為學生首要學會感恩，明白所有東西並非必然，今天能健康成長，必須感謝前人、父母、師長。
學校提供完整的英語教學語言（EMI）及中文教學語言（CMI）課程，以讓學校生能在本地及國際課程上接軌，為日後能順利投身社會奠下穩固語言基礎。中國語文、英國語文科按能力同級分組上課，非華語學生中國語文課程則按能力分組上課。學校亦提供香港中學文憑考試（HKDSE）、中等教育普通證書（GCSE）和應用學習（APL）等不同課程，供本地及非華語學童報讀。
2009年轉為直接資助文法中學，並得教育局批准成為取錄非華語學生(NCS)的中學。佛教筏可紀念中學除了本地學生外，還有來自蘇格蘭、新西蘭、俄羅斯、南韓、非洲、印度、巴基斯坦、菲律賓等各地的學生，反映了離島區較多外國人居住的情況。
學校由 2015 年開始舉辦音樂會，希望學生能在專業的舞台發揮實力。2018 年開始，每年七月於理工大學綜藝館舉行「一畝心田」音樂晚會，由學生擔任台前幕後的工作人員。同學在音樂會除了可發揮各項能力外，更學會互相尊重，互相感激所付出的努力，體現感恩的核心價值。

## 學校發展

### 歷史
學校創立於1977年，當時是大嶼山第一所津貼中學。校舍佔地約4,600平方米，校園前身為昔日鹽田的所在地。自2009年9月轉型為直接資助文法中學，寶蓮禪寺以慈悲精神濟世辦學，使佛教筏可紀念中學能夠以全港最低廉的直資學校費用（每月 620 元）收生，同時提供完整的中英文學習活動和多種獎學金機會。

### 設施
除一般教學及多媒體學習配套外，校舍建有崔蒲帆伉儷健身室、陳廷驊基金會贊助修建禪修室「筏覺」、環保基金資助「夢可圓」綠化區及行禪小徑，創建「正念校園」，以培養身、心、靈健康成長的筏可學生。
學校在鹿湖村設有學生宿舍，宿舍距離學校約5分鐘車程。入住宿舍的學生需要尊重寺院規定。

### 收生
學校沒有參加教育局的「中學學位分配辦法」，所以學校自訂中一收生的程序，學生須直接向學校申請。再根據申請人的校內成績、校外服務、面試、操行、與辦學團體關係、課外活動及獎項等項目作為入學評選。

## 榮譽
學校在「2024-2025年度全港中學校際比賽–中銀香港七人欖球盃」京士柏運動場上勇奪盃賽冠軍。

## 學校特色
自 2010 年起，校長每年與家長、校友、教職員生組成隊伍，前後十五年參加 100 公里「樂施毅行者」活動，透過訓練和團隊精神，以身教感動學生，堅持理想，積極作自我提升。
學校單車隊於 2018 年 9 月成立，目的是為鼓勵一名在單車方面很有天分，卻不喜歡上學的學生回校。體育科主任兼課外活動主任范榮臻老師說：「我們給他一個任務，讓他帶領校長和老師一起從學校踩單車到北京大學。」該學生帶領校長和老師進行約一年的訓練，最終花了30天，於2019年完成此項壯舉。
學校設有狗會「Panda Club」，共有四隻小狗，其中兩隻曾被遺棄，由「狗義工」創辦人收養後，再帶到校內協助處理學生的情緒問題。Panda Club 的小狗皆由學生負責照顧，學校曾邀請香港警務處「動物守護計劃」的人員來校，與師生分享如何訓練狗隻，提升他們照顧狗隻的技能。
為培養同學的自信心及意志力，學校致力發展學生的多元智能，舉辦不同範疇的課後體 育及文娛活動，如遠足、長跑、單車訓練等；又設立舞獅班、啦啦隊、非華語學生粵劇班等， 學生可於欖球隊、乒乓球隊、籃球隊、足球隊中選取一項參與訓練，提升鬥志及上進心。 2024年，9位學生到英國South Downs參加100KM毅行者活動並順利完成。

## 交通
- 新大嶼山巴士1號線，來往梅窩及大澳。
- 新大嶼山巴士11號線，來往東涌市中心及大澳。
- 校巴接送學生往返學校及居住地區

## 資料來源
1. ↑  倪清江. . 香港01. 2019-07-14  [2019-07-14]. （原始内容存档于2019-09-20）.
2. 1 2  . www.schooland.hk.   [2025-05-22] （中文（香港））.
3. 1 2 3 4  . www.bfhmc.edu.hk.   [2025-05-22].
4. 1 2 3 4 5  阿言. . 香港01. 2024-02-20  [2025-05-22] （中文（香港））.
5. ↑  . Yahoo Sport. 2024-11-30.
6. ↑  顏銘輝. . 香港01. 2025-01-27  [2025-05-22] （中文（香港））.

## 外部連結及著名校友
溫曉林：Viutv藝員及歌手
- 佛教筏可紀念中學網頁 （页面存档备份，存于）
- 中學概覽2011/2012[永久]
- 香港佛教聯合會 佛教筏可紀念中學